# 개성 남계원지 칠층석탑
개성 남계원지 칠층석탑(開城 南溪院址 七層石塔)은 고려 시대에 만들어진 칠층석탑이다. 1962년 12월 20일 대한민국의 국보 제100호로 지정되었다. 원래 개성시에 있었으나, 1915년에 경복궁으로 옮겨졌고, 2005년 다시 용산 국립중앙박물관으로 옮겨졌다.

## 특징
높이 7.54m. 고려 때의 7층 화강암(花崗巖) 석탑으로, 고려 석탑의 양식(樣式)을 가장 잘 나타내었으며, 웅장한 기품을 지니고 있다.

## 개요
〈계성 남계원 칠층석탑〉은 2층의 기단 위에 7층의 탑신을 가진 고려시대의 일반형 석탑이다. 전체적으로 볼 때에는 신라 석탑의 전형을 지키고 있는 듯이 보이나, 세부적으로 양식의 변화를 보이고 있다.
원래 소재지는 경기도 개성시 덕암동(德岩洞) 남계원(南溪院) 절터에 있었던 것으로 1915년 기단부를 제외한 탑신부만 경복궁 내로 옮겨졌다. 그 뒤 원위치를 재조사한 결과, 지하에서 이중으로 구성된 기단부의 잔석이 발견되어 추가로 이전하여 탑신부 옆에 따로 놓이게 되었다. 그러던 것이 1990년 원형대로 복원되면서 경복궁에서 국립중앙박물관 정원으로 다시 이전되었다.
기단부는 여러 개의 부재로 구성되어 있는데, 현재 몇 개가 결실되었으나 하층 기단 면석은 신라시대보다 훨씬 높아진 반면, 상층 기단은 상대적으로 낮아진 듯 보인다. 기단부는 탑신부에 비해 훼손됨이 심하다. 상ㆍ하층 갑석은 전체가 온전하게 남아있지 않은 까닭에 현재는 하층 기단 면석과 상층 기단 사이의 하층 기단 갑석 자리에 상ㆍ하층 기단 갑석을 함께 놓았는데 상층 기단의 갑석은 세련된 모습이다.
탑신부는 옥신과 옥개석을 각각 하나의 돌로 구성하였다. 각 층 옥신에는 모두 양쪽에 우주가 모각되어 있는데, 각출 정도가 심하지 않아 신라시대보다 많이 퇴화되어 갔음을 알 수 있다. 그리고 7층의 옥신 중 1층 옥신의 북쪽 한 면에만 문의 문비가 모각되어 있는 것이 특색이며, 양 우주 사이에 두 겹의 사각 테두리가 새겨져 있다. 옥개석은 각 층이 모두 동일한 수법을 보이고 있는데, 옥개받침은 모두 3단씩 낮게 조성되어 있고, 윗면에는 아무런 굄대도 없이 바로 그 위층의 옥신을 받치고 있다. 낙수면은 완만한 기울기를 유지하고 있으나, 아래면의 받침부가 낮아서 중후한 느낌을 주고 있다. 추녀가 두꺼워지고 전각부에 이르러서는 윗면에서 완만한 곡선을 그리다가 반전되는 것과 마찬가지로 아래면도 이에 따라 반전되어 통일신라시대에서는 볼 수 없는 고려시대 석탑의 특징을 잘 나타내고 있다. 따라서 이 석탑은 통일신라시대의 경쾌한 느낌을 주는 일반형 석탑과는 달리 추녀가 두꺼워져서 무거운 느낌을 줄 수도 있지만, 전각부에 이르러 상하 모두 반전되는 것으로 말미암아 그 무거운 느낌을 반감시키고 있다고 할 수 있다.
상륜부는 탑신 정상에 한 개의 돌로 조성된 노반과 복발만이 남아 있을 뿐, 그 이상의 것은 현존하지 않는 상태이다.
한편 1915년 경복궁 내로 이전할 때 탑신부에서 7축의 《감지은니묘법연화경(紺紙銀泥妙法蓮華經)이 발견되어 이 탑의 건립연대를 추정해 볼 수 있게 되었다. 이 《감지은니묘법연화경》은 고려 제25대 충렬왕(忠烈王) 때 사경(寫經)한 것으로 보고 있으며, 아울러 충렬왕 9년(1283)에 탑을 중수하면서 후납(後納)한 것으로 추정하고 있다. 현재 이 《감지은니묘법연화경》은 국립중앙박물관에서 보관 중이다.
따라서 이 남계원칠층석탑은 통일신라시대의 일반형 석탑을 잘 계승한 것처럼 보이지만, 퇴화된 우주의 모각이나 두꺼운 추녀, 낙수면 전각부의 상하의 반전 등 세부적인 면에서 고려시대의 특징을 잘 표현하고 있는 고려중기 때 세워진 석탑이라 할 수 있을 것이다. 그리고 원래 탑이 있던 경기도 개성시 덕암동이라는 곳이 과거에는 개국사(開國寺) 터로 알려져 탑의 이름도 개국사탑으로 불려 왔으나, 오늘날에는 개국사터는 다른 곳에 있고 이곳은 남계원터로 밝혀져 탑의 이름도 현재의 이름과 같이 다시 고쳐지게 되었다.
이 석탑은 웅장한 기풍과 정제된 결구수법을 보이는 고려시대 석탑의 대표작이다.

## 사진

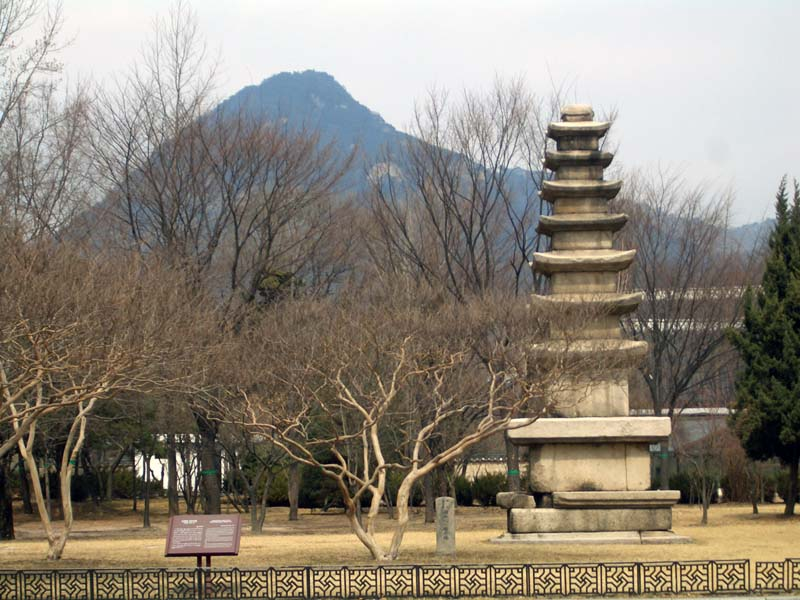
경복궁에 있던 남계원지 칠층석탑(2005년)